# Дирмщайн
Дирмщайн (на немски: Dirmstein) е община в Рейнланд-Пфалц, Германия, с 2947 жители (към 31 декември 2015).